# 十里铺街道 (山阳县)
十里铺街道，是中华人民共和国陕西省商洛市山阳县下辖的一个街道办事处。
2015年，陕西省民政厅批复同意撤销十里铺镇，设立十里铺街道办事处。

## 行政区划
十里铺街道下辖以下地区：
老沟村、鹃岭铺村、郭家村、陈坪村、寺沟口村、高一村、王坪村、高二村、刘家村、十里铺村、红土岭村、磨沟里村、磨沟口村、寇家沟村、槐树庄村、王庄村、花古墓村和祁家坪村。